# Quartet de corda núm. 9 (Beethoven)
| Quartet de corda núm. 9: 2n moviment (fragment) |
|                                                 |
|                                                 |
|                                                 |
| Quartet de corda núm. 9: 2n moviment (fragment) |
|                                                 |
| Interpretació del Busch Quartet de 1933.        |
|                                                 |

El Quartet de corda núm. 9, en do major de Ludwig van Beethoven va ser publicat el 1808 com a op. 59, núm. 3. És l'últim dels tres quartets que va encarregar el príncep Andrei Razumovski, llavors l'ambaixador rus a Viena.
Consta de quatre moviments:
1. Andante con moto – Allegro vivace (do major)
2. Andante con moto quasi allegretto (la menor)
3. Menuetto (Grazioso) (do major)
4. Allegro molto (do major)

## Discussió

### I.Andante con moto
La secció introductòria del primer moviment, Andante con moto, no està directament relacionada amb la resta del moviment i fa una funció similar a la de la introducció del seu Quartet de corda núm. 10, op. 74. Posteriorment, exposa i desenvolupa el principal material temàtic del moviment. La relació (o la seva manca aparent) entre la introducció lenta –tènue i dissonant–, i el brillant Allegro que segueix, és similar al que es troba en el Quartet "Les dissonàncies" de Mozart, també en la tonalitat de do. També, una de les primeres idees de Beethoven per a aquest moviment va estar inspirada en el Quintet per a clarinet en la major, K. 581, de Mozart.

### II.Andante con moto quasi Allegretto
El segon moviment del quartet fa ús d'un interval de segona augmentada en l'escala descendent que toca el primer violí al començament del moviment. Aquest interval, que es repeteix al llarg del moviment, s'associa amb l'escala hongaresa. A diferència dels altres dos quartets opus 59, aquesta obra no té cap tema rus explícit en els seus moviments, tot i que alguna frase pot ser una adaptació d'una melodia russa. També es pot argumentar que el segon moviment, de textura lleugera i melodia ombrívola, evoca una sensació russa relacionada amb el vast, àrid i desolat paisatge de la tundra siberiana. Aquest ambient rus del moviment va inspirar Modest Mussorgsky a compondre el 1859 una transcripció per a piano d'aquest moviment. [6] LA popularitat d'aquest moviment va fer que apareguessin arranjaments per a piano a dues mans (1819), i per a dues guitarres (1820).
Durant la fase de composició, Beethoven va planejar un tema per a aquest moviment en compàs de 2/4. Però finalment no ho va fer, i el faria servir cinc anys més tard com a tema del moviment lent de la seva Simfonia en la major, op. 92.

### III.Menuetto: Grazioso
El tercer moviment, més lleuger, és un minuet en el que apareix el motiu que posteriorment forma part de l'últim moviment. Comença amb un tema alegre que varia a mesura que avança el moviment, i després es repeteix el tema principal del moviment. Mentre que Beethoven mira cap al futur amb l'adagio malenconiós del segon moviment, en el tercer moviment fa una mirada irònica a les danses cortesanes del passat.

### IV.Allegro molto
Té una fuga que inicia la viola i, en aquest ordre, intervenen el segon violí, el violoncel i el primer violí. El moviment està en compàs 2/2 (alla breve) i és gairebé un perpetuum mobile de corxeres. La fuga, no del tot rigorosa, se situa entre la del Quartet de corda núm. 14, K. 387, de Mozart, i la estricta fuga de l'Adagio i fuga, K. 546. Més endavant, introdueix un tema contrastant, basat en un ritme de blanques. El moviment conclou amb un enorme crescendo a l'estil de l'Escola de Mannheim, que arriba a una intensitat implícita de fortissimo (fff).
La llargada inusual de la coda, suggereix que aquest moviment final corona no només aquest quartet, sinó també el conjunt sencer dels tres Quartets Razumowski.